# Kazimierz
Pour les articles homonymes, voir Kazimierz (homonymie).
 (mai 2020).
Kazimierz est actuellement l'un des dix quartiers qui composent le premier arrondissement de Cracovie, ancienne capitale du royaume de Pologne et de la république des Deux Nations. Réputé pour ses galeries d'art, ses monuments, ses restaurants et sa vie nocturne, il est très prisé des touristes. C'est aussi un des principaux lieux de mémoire pour la communauté juive.
Fondée en 1335 comme ville indépendante avant d'être rattachée à Cracovie en 1801, la ville, puis le quartier, furent peuplés par une importante communauté juive. À la veille de la Seconde Guerre mondiale, Kazimierz regroupait la majeure partie des 65 000 Juifs de Cracovie, soit le quart de la population totale de la ville.

En 1978, le quartier historique de Kazimierz qui fait désormais partie de la Vieille Ville a été inscrit au patrimoine mondial de l'UNESCO. 

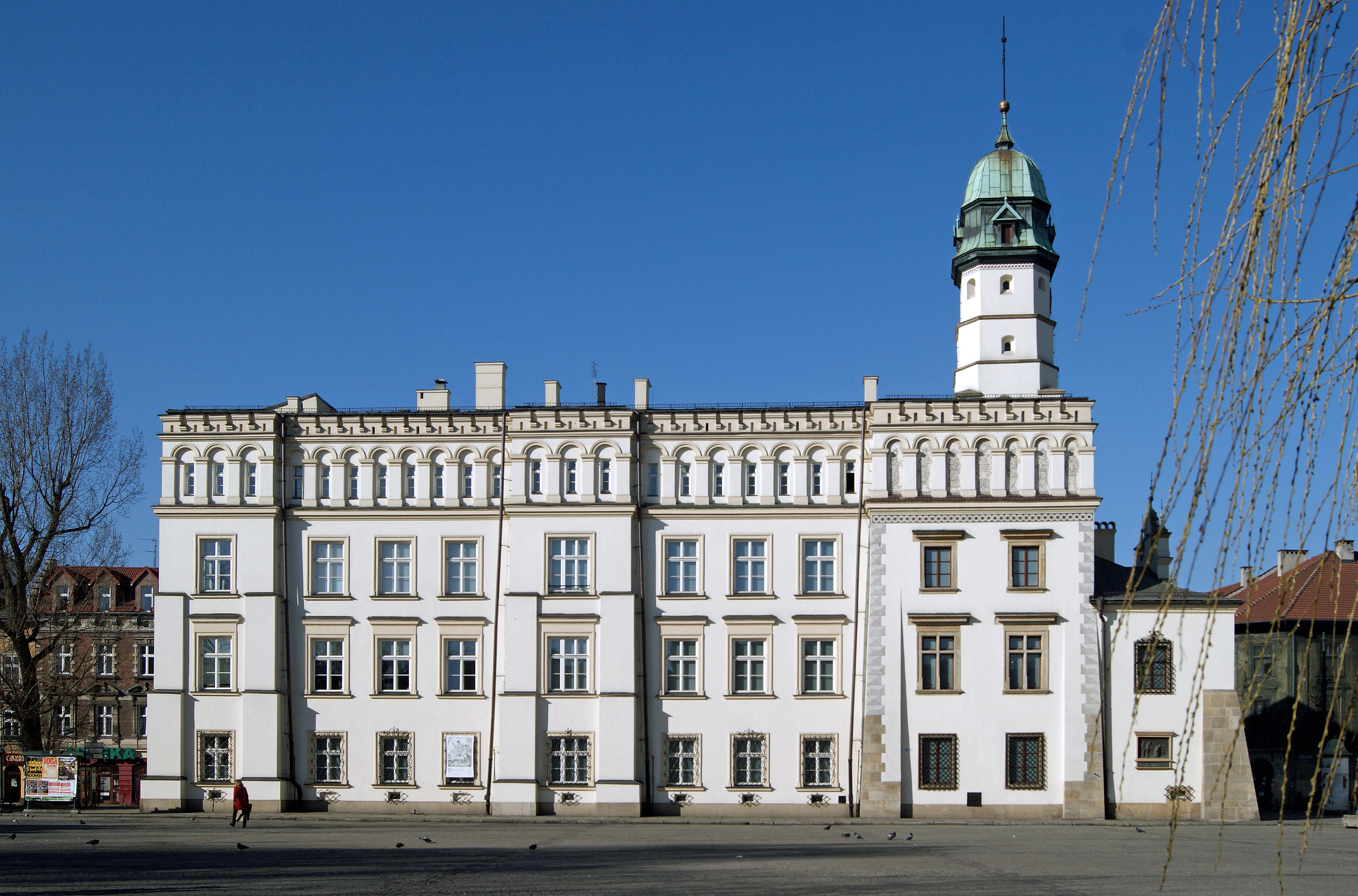
L'ancien hôtel de ville de Kazimierz qui abrite aujourd'hui le musée ethnographique de Cracovie

## Histoire de la ville

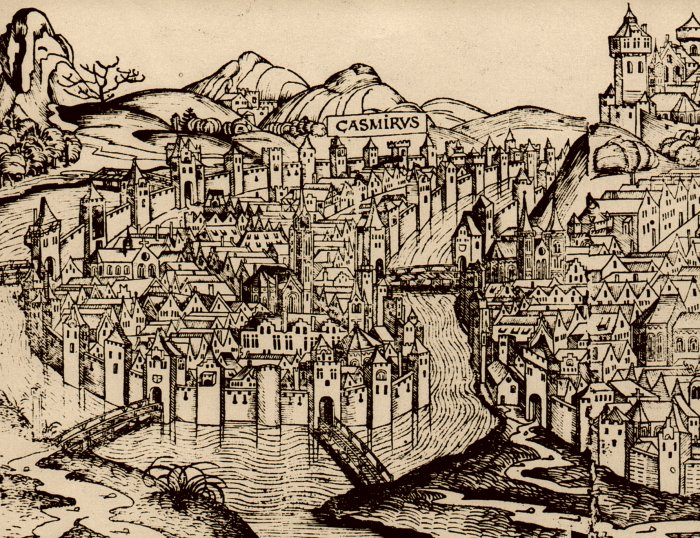
Kazimierz (détail d'une vue de Cracovie) — Chronique de Hartmann Schedel (1493).

Le 27 février 1335, deux ans après son couronnement, le roi Kazimierz III accorda le privilège urbain de droit de Magdebourg à une ville nommée d'après lui - Civitas Kazimiriensis, dans laquelle il autorisa les Juifs à s’établir. La légende veut que le roi Kazimierz tomba éperdument amoureux de la belle juive Esterka. C'était la première et la plus grande cité fondée par le roi Kazimierz. Elle était à peine plus petite que la ville royale de Cracovie car elle couvrait 50 ha, contre 65 ha de Cracovie. Le conseil municipal devait être choisi par les habitants, tandis que le maire était nommé par le roi. Les habitants de Kazimierz reçurent le privilège de vendre des marchandises produites par eux dans tout le Royaume, le privilège de peser les métaux, d'utiliser des rivières entourant la ville, ainsi que le droit d'organiser une foire par semaine.
Trois villages préexistaient à la fondation de la ville de Kazimierz. Le plus grand d'entre eux était le village de Bawół avec son église Saint Laurent (św. Wawrzyńca) aujourd'hui disparue. La ville de Kazimierz se développa rapidement et quelques années plus tard seulement, en 1340, une partie de l'ancien village de Bawół (dans la zone de l'actuelle rue Szeroka) acheté par le roi fut intégrée à la ville.
L'intention du roi Kazimierz III était de renforcer les défenses de la capitale de la Pologne du côté sud. Pour cette raison la ville qui était à l'époque séparée de Cracovie par le bras désormais inexistant de la Vistule, fut rapidement dotée de murailles et de donjons. Quatre églises furent bâties également (dont la basilique du Corpus Christi (en) et l'église Sainte-Catherine (de)). La bourgade s'étendit ensuite au nord vers Cracovie (futur quartier de Stradom), à côté du château royal de Wawel.
Oppidum Judaeorum
En 1495, le roi Jan Olbracht accorda à la communauté juive de Kazimierz le statut de ville autonome (Oppidum Judaeorum). Ainsi, le quartier juif de Kazimierz, entouré d'une muraille et administrée par la communauté juive, se développa de manière autonome au cours des siècles, à côté du quartier chrétien.  

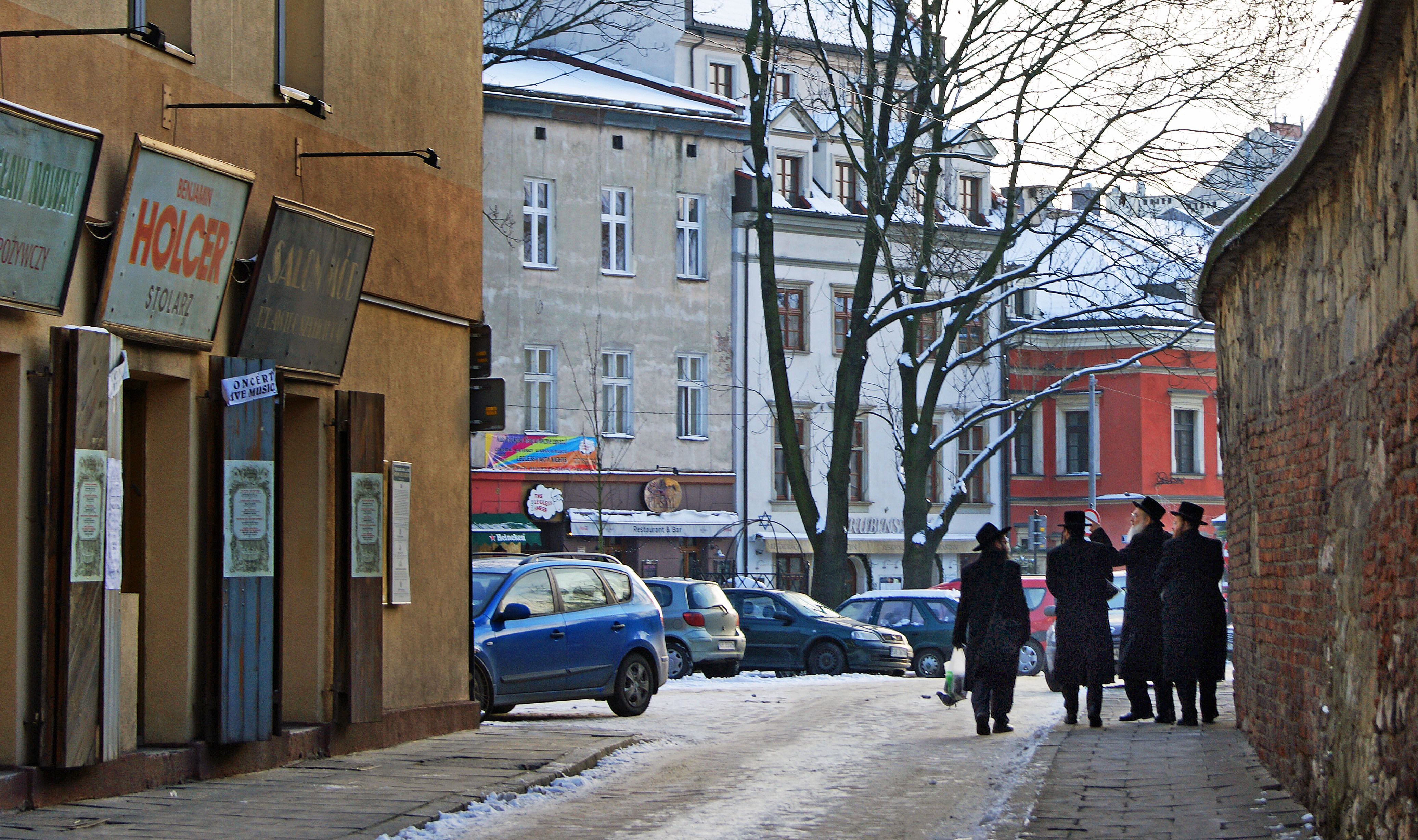
L'angle de la rue Szeroka

Séparées, les communautés juive et chrétienne vécurent longtemps en harmonie dans le même faubourg. Cette séparation est restée visible jusqu’à nos jours. La Place Wolnica est l’ancien centre de la partie chrétienne de la ville, sa grande place. Un hôtel de ville du XIVe siècle domine sa face ouest, tandis que de l’autre côté se dresse la basilique du Corpus Christi, fondée par le roi Kazimierz. Aux alentours se trouvent deux autres églises anciennes: l’église gothique Sainte-Catherine (de) et l’église baroque Saint-Stanislas, lieu du martyre de saint Stanislas de Szczepanów, évêque et saint patron de la Pologne.  

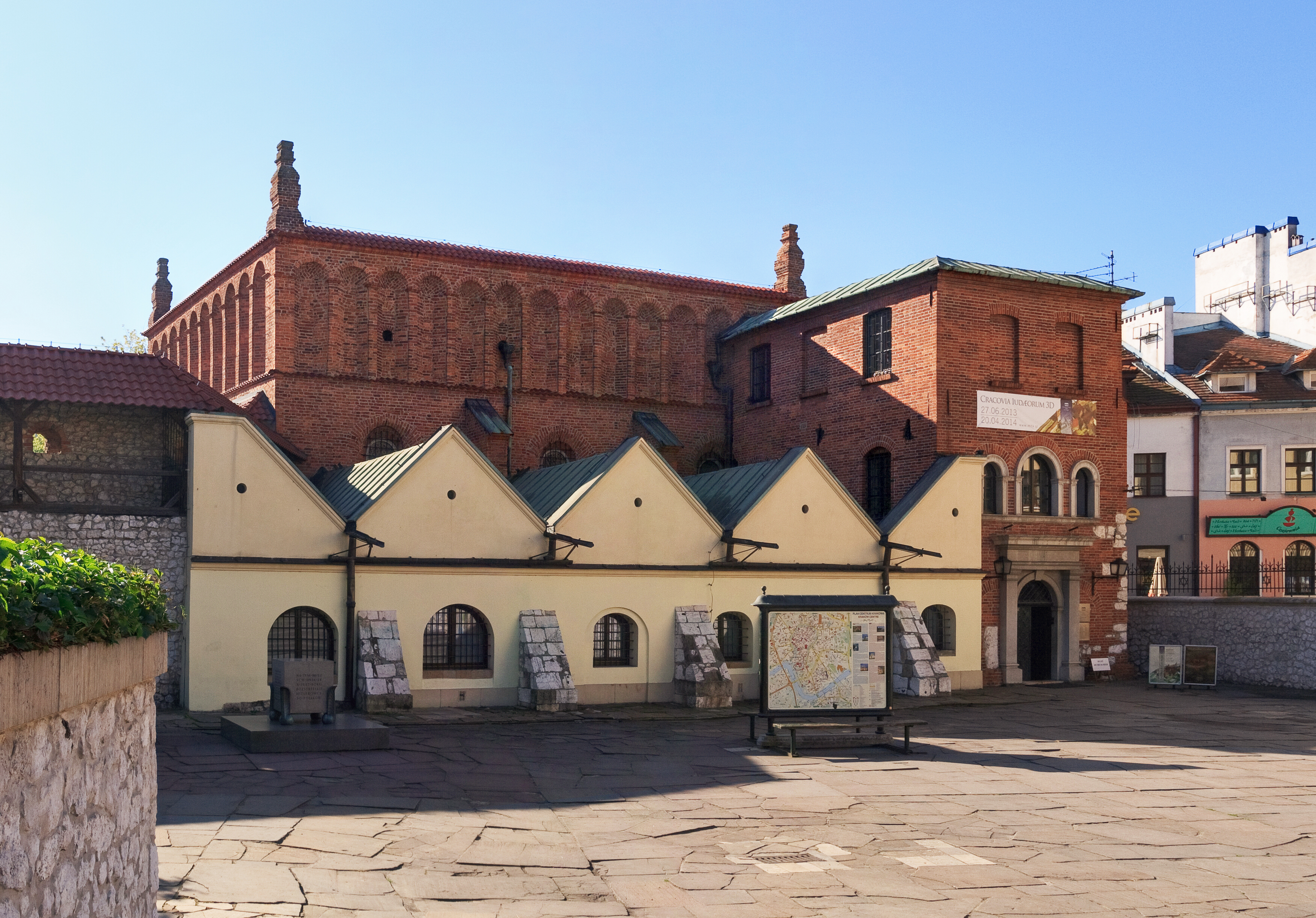
Ancienne synagogue de Cracovie aujourd'hui musée historique de la ville de Cracovie consacrée à la synagogue et aux plus grandes fêtes du calendrier religieux juif

Le quartier juif se développa autour de la rue principale appelée rue Szeroka (Large), où ses habitants édifièrent l'ancienne synagogue, la mikveh, un hôtel et une maison de mariage. À partir de 1553, ils achetèrent le terrain situé entre la rue Wąska (Étroite) et l’enceinte de la ville, pour y construire des maisons d’habitation, ainsi que celui de la rue Jakub pour y établir le cimetière et la synagogue Rem"ou. Il existait alors trois portes pour pénétrer dans le quartier juif : une près de l’enceinte de la ville et de la Vieille synagogue, l’autre près du cimetière Rem"ou, et la troisième dans la rue Józefa. À l’emplacement de cette troisième porte, on érigea la haute synagogue.
Au cours des XVe et XVIe siècles, des Juifs en provenance de Bohême-Moravie puis des communautés juives d’Allemagne et également des communautés séfarades d’Italie, d’Espagne et du Portugal arrivèrent à Kazimierz.
En 1564, les Juifs obtinrent du roi Zygmunt II August le privilège de non tolerandis christianis. Ainsi, les chrétiens ne pouvaient plus acheter de terrains dans ces rues, et, inversement, les propriétaires chrétiens ne pouvaient vendre de parcelles à d’autres que des Juifs. En 1635, toutes les parcelles du quartier Kazimierz situées dans ces quelques rues étaient juives. Des yeshivas et heders furent construits.
Au XVIIe siècle, l’accroissement de la communauté juive imposa d’édifier de nouvelles synagogues : la synagogue de Popper (en), fondée en 1620 par le riche marchand Wolf Popper, la synagogue Isaac, fondée en 1644 par Isaac Jakubowicz, et la synagogue Kupa. À cette époque, Kazimierz était l’une des grandes villes juives d’Europe, avec 4 500 habitants contre 5 000 dans la partie chrétienne de la ville. Comme à Cracovie, les Juifs aisés de Kazimierz firent venir des architectes pour édifier de nouvelles maisons de pierre, ou pour reconstruire l'ancienne synagogue, détruite par le feu en 1557.

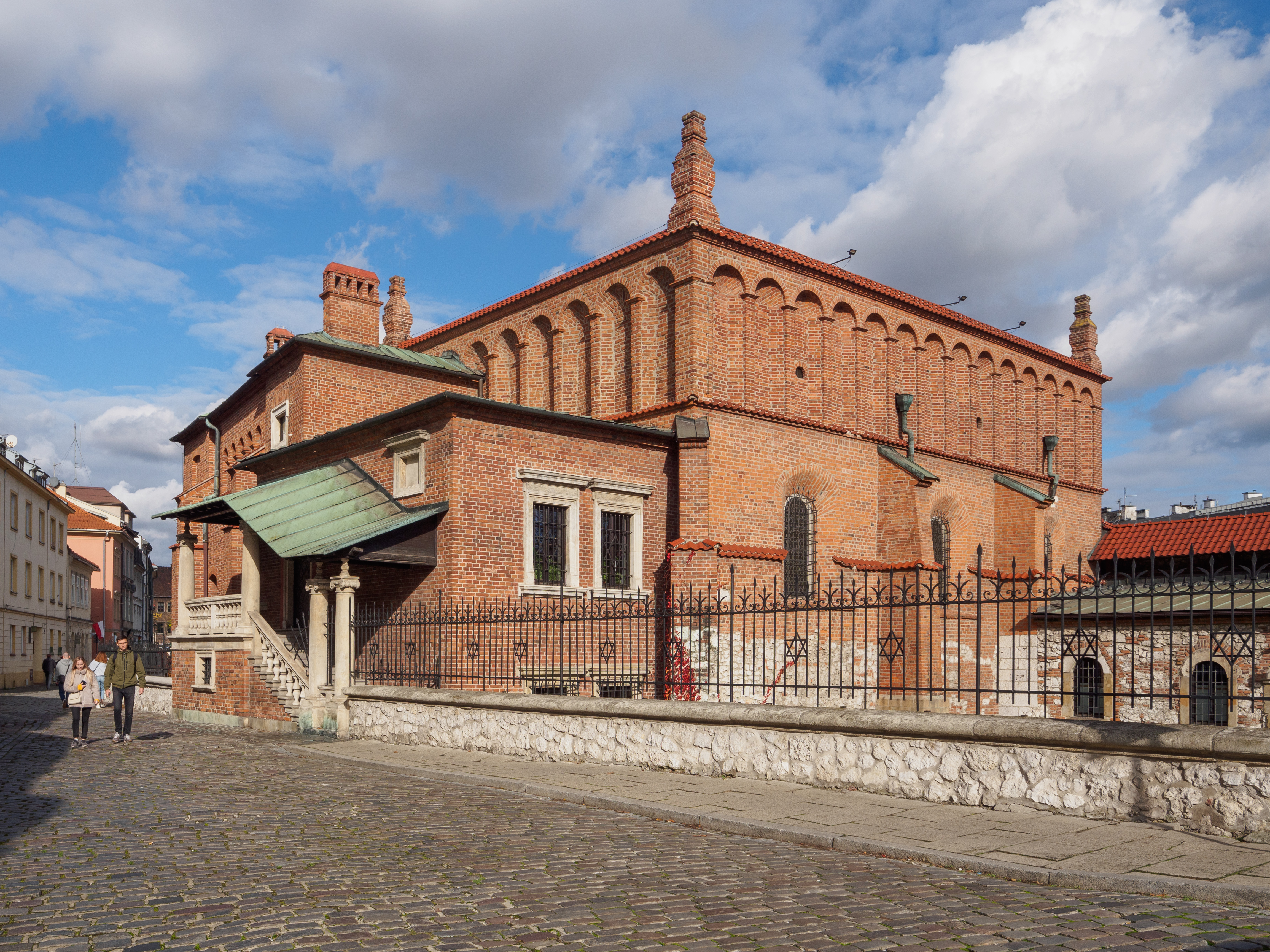
Ancienne synagogue

Kazimierz devint un centre important de la culture juive en Pologne et dans le monde, dont les figures les plus importantes étaient le rabbin Mojżesz Isserles et le grand kabbaliste Natan Spira.
Comme nombre de villes polonaises, Kazimierz souffrit beaucoup des invasions étrangères à partir du XVIIe siècle. Après leur départ, la bourgade se reconstruisait rapidement, de nouvelles églises, hors du quartier juif, étant construites. Les villes de Cracovie et de Kazimierz devenant mitoyennes, la dernière diète de Pologne, appelée la Grande Diète (1788-1792), décida que Kazimierz serait intégré à la ville de Cracovie.

## Quartier de Cracovie
Après le partage de la Pologne, Cracovie et la Galicie furent annexées à l’Autriche. En 1800, l’administration autrichienne réunit Kazimierz à Cracovie. Simultanément le pouvoir autrichien imposa aux Juifs d'habiter le quartier juif, tandis que furent supprimées deux paroisses catholiques locales.
À la suite du congrès de Vienne, Cracovie acquiert le statut de ville libre indépendante. C'est pendant cette période que furent abattus, en 1822, les murs du quartier juif, ce qui permit aux Juifs de s'établir progressivement dans le quartier chrétien. Après l’échec de l'insurrection polonaise de 1830, Cracovie perdit son autonomie et de 1836 à 1841, est fut occupée par l’armée autrichienne. En 1846, Cracovie se souleva contre cette occupation, mais la révolte fut matée et l’Autriche annexa définitivement le territoire de Cracovie le 6 novembre 1846. À partir de 1860, l'Autriche mit fin aux discriminations contre les Juifs et l'interdiction faite aux Juifs d'habiter ailleurs que dans le quartier juif fut officiellement levée. Les Juifs les plus pauvres et les plus religieux demeurèrent à Kazimierz. Les plus émancipés construisirent, dans la rue Miodowa, leur synagogue réformée, la synagogue Tempel.
Sous l'occupation autrichienne (1846-1918) fut comblé le méandre de la Vistule qui séparait alors Kazimierz du reste de Cracovie (aujourd'hui rue Józefa Dietla). C'est au cours du XIXe siècle que Kazimierz, alors partie de l'Empire Austro-Hongrois, devint un centre culturel et religieux important pour les Juifs d'Europe centrale.

## La Shoah
L'occupation nazie au cours de la Seconde Guerre mondiale, fut la période la plus noire de l'histoire du quartier. Dès décembre 1939, un conseil juif (en) (Judenrat) fut créé par les autorités allemandes avec à sa tête le docteur Artur Rosenzweig. En avril 1940, les Juifs eurent quatre mois pour quitter la ville, seuls 15 000 juifs travaillant pour des entreprises ainsi que leur famille purent rester. Après avoir chassé beaucoup de Juifs de la ville à partir de mai 1940, les nazis firent construire en mars 1941 un ghetto au sud de Kazimierz, de l'autre côté de la Vistule, dans le quartier de Podgórze, où furent entassés jusqu'à 20 000 Juifs de la ville et des environs. C'est dans ce ghetto que les nazis firent bâtir plusieurs usines où des Juifs étaient employés. c'est également là que se trouvait  la « pharmacie de l’Aigle » de Tadeusz Pankiewicz, un refuge et un lieu de rencontre et d’aide pour la population du ghetto, et sauva ainsi de nombreux habitants.
La fabrique d'Oscar Schindler, qui parvint à sauver ses travailleurs (La liste de Schindler), se situait à l'est, en dehors des limites du ghetto.
La première évacuation du ghetto eut lieu en juin 1942, la suivante en octobre de la même année. Ses habitants étaient déportés vers les camps de la mort. Finalement, le 13 et 14 mars 1943, le ghetto fut totalement liquidé. Les vieillards, les enfants et les malades furent tués sur place ou déportés à Bełżec, et seulement un petit groupe à Auschwitz-Birkenau. Les personnes encore aptes à travailler furent incarcérées dans le camp de travail forcé voisin à Płaszów (aujourd'hui un quartier de Cracovie) créé en décembre 1942 sur le terrain des deux anciens cimetières juifs.
Après la guerre, environ 3 000 Juifs revinrent à Cracovie. Ils y trouvèrent leurs maisons détruites ou occupées, furent victimes de violences, s'éparpillèrent dans la ville sans reformer de véritable communauté. Pour éviter d'autres affrontements, certains acceptèrent de s'installer dans les nouvelles provinces incorporées à la Pologne, la Silésie et la Poméranie d'où les Allemands avaient été chassés, mais à la suite des pogroms dans la Pologne d'après-guerre, ils émigrèrent. Il ne reste aujourd'hui que quelques centaines de Juifs à Cracovie.

## Aujourd'hui
Délaissé au cours de la période communiste, le quartier renaît à partir des années 1990. Lieu de mémoire juive (Kazimierz et Podgórze comptent plus d'une trentaine de sites à voir ou visiter) et chrétienne, il devient aussi lieu de vie pour les artistes et les étudiants qui réoccupent un quartier longtemps bon marché. Librairies, cafés, pubs, restaurants, boites de nuit coexistent à côté de plaques en mémoire de la Shoah, du centre culturel juif et de lieux de cultes, constituant un mélange des genres qui n'est pas toujours exempt de critiques. Mais une fusion s'opère sans doute dans les discothèques proposant de la musique klezmer et les restaurants une cuisine juive, dont la fameuse carpe farcie proposée par l'auberge Klezmer Hois .
Le festival de culture juive de Cracovie qui se déroule principalement à Kazimierz en juin-juillet, est devenue sans doute la principale manifestation de ce genre dans le monde. Ce rendez-vous international rassemble des centaines d'artistes et des dizaines de milliers de spectateurs.

## Lieux et Monuments

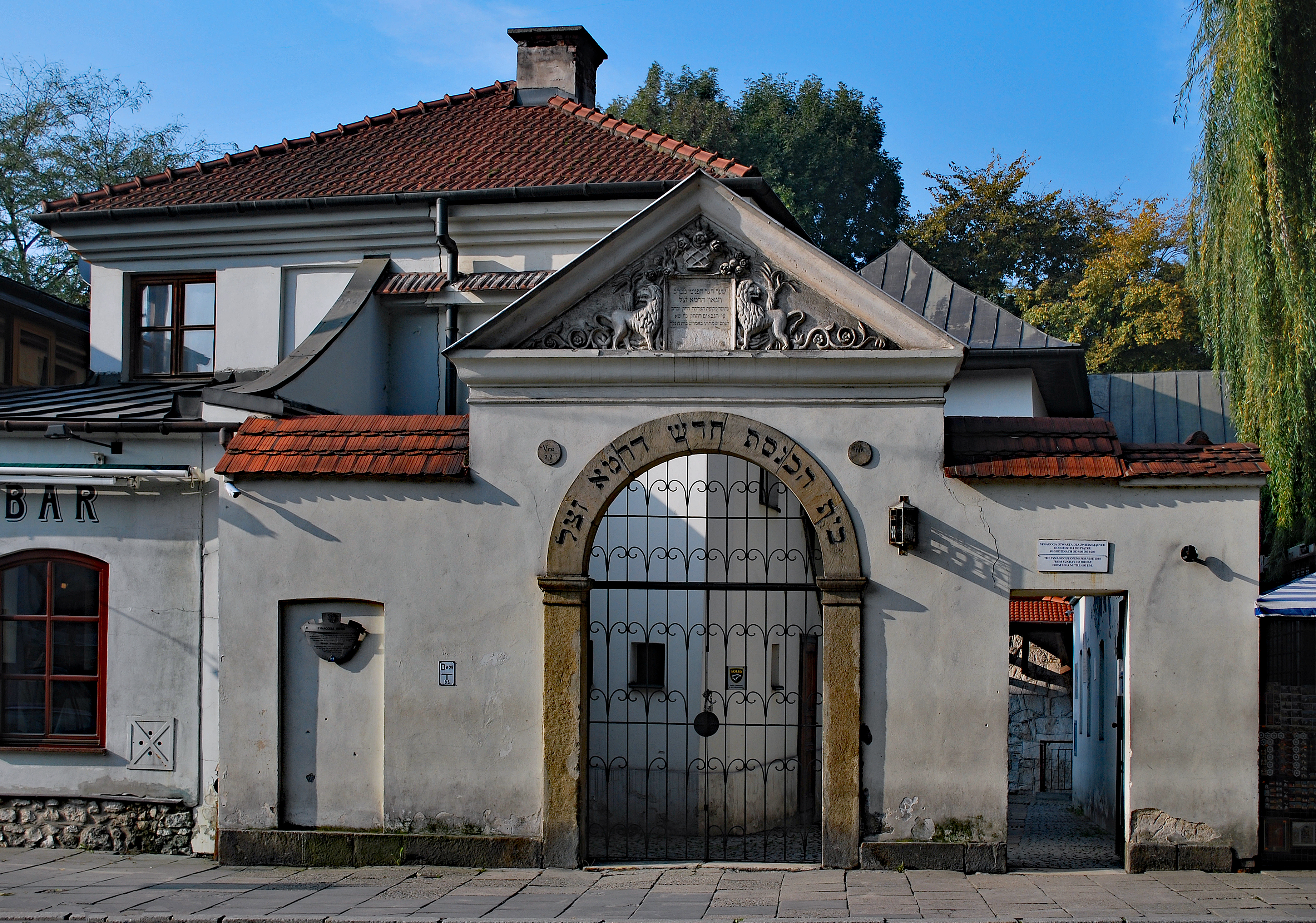
La synagogue Rem"ou

Sept synagogues subsistent à Kazimierz dont deux ouvertes au culte :
- la synagogue Rem"ou construite dans la première moitié du XVIe siècle et toujours ouverte au culte avec un cimetière (Cimetière Rem"ou) des années 1552-1799, où l'on peut voir les tombeaux de Mojżesz Isserles, dit Remuh qui était le rabbin de Cracovie et recteur de l'Académie talmudique de Cravovie ;
- la ancienne synagogue, datant de la fin du XVIe siècle, abrite actuellement le musée du Judaïsme ;
- La haute synagogue, fondée entre 1556 et 1563 et connue sous le nom de Nowa Bożnica offre une exposition de chefs-d'œuvre restaurés de l'art juif ;
- La synagogue Isaac, construite en 1644 grâce au financement du banquier Isaac Jakubowicz, est la plus grande synagogue de Cracovie et sans nul doute l'une des plus belles de la ville ;
- La synagogue Kupa, ce qui signifie en hébreu: le trésor de la communauté juive ;
- La synagogue de Popper (en) (1620), abritant actuellement une maison de la culture où sont souvent organisées des expositions artistiques ;
- La synagogue Tempel (1862), ouverte au culte.

Autre lieux :
- Le nouveau cimetière juif (en), fondé en 1800, après la fermeture du Cimetière Rem"ou ;
- L'immeuble Landau (XVIIIe siècle), 2 rue Szeroka situé à côté de la synagogue Rem"ou et des bains juifs rituels ;
- La basilique du Corpus Christi (en), fondée par le roi Kazimierz III en 1335, est considérée comme l'un des plus beaux sanctuaires baroques d'Europe centrale ;
- L'église Saint-Stanislas de Cracovie, aussi appelé en polonais "Skałka".

## Galerie

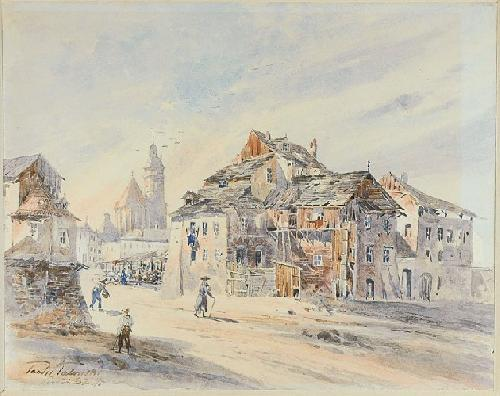
Kazimierz au XIXe siècle aquarelle de Teodor Talowski
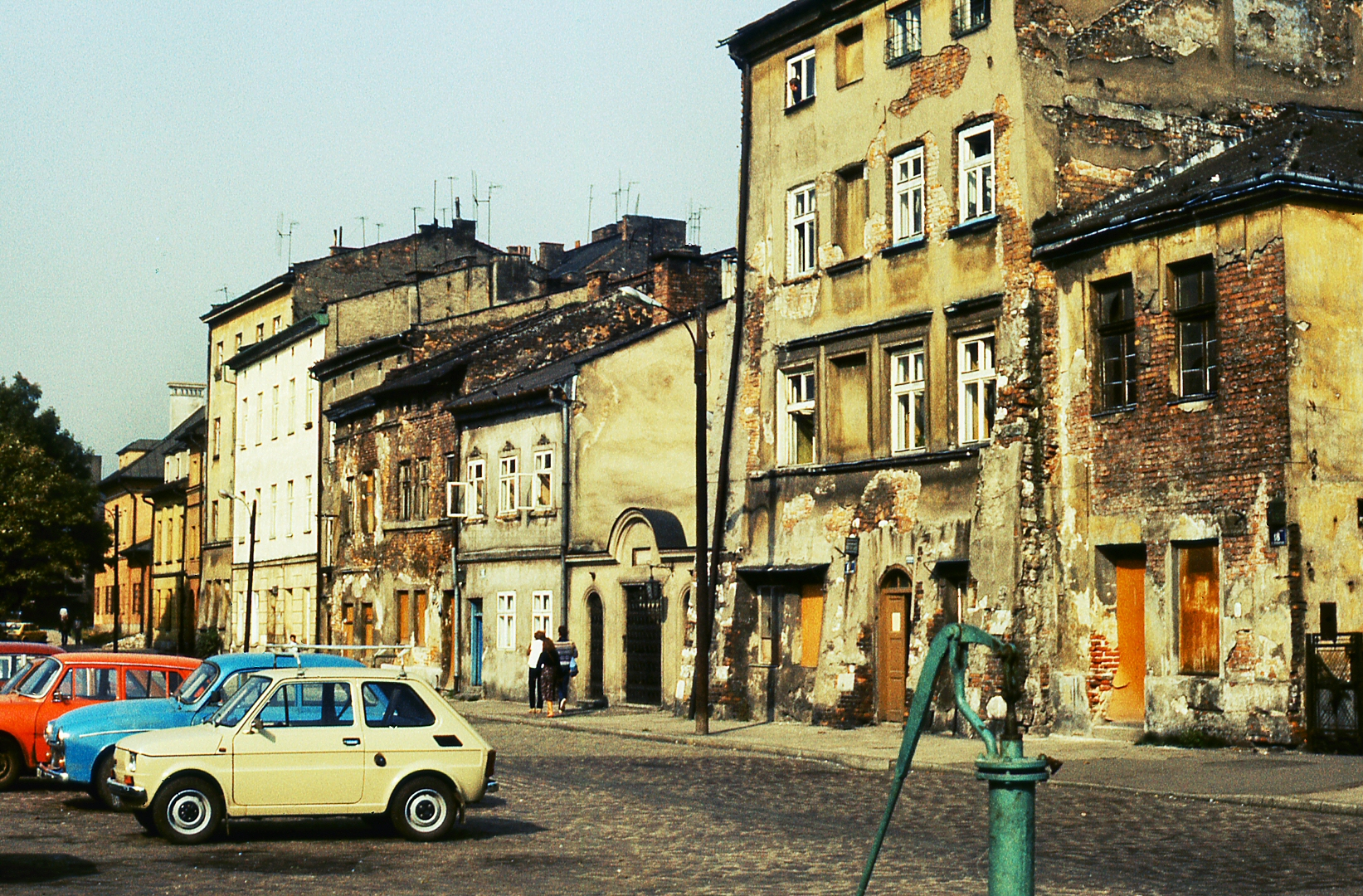
Kazimierz 1983
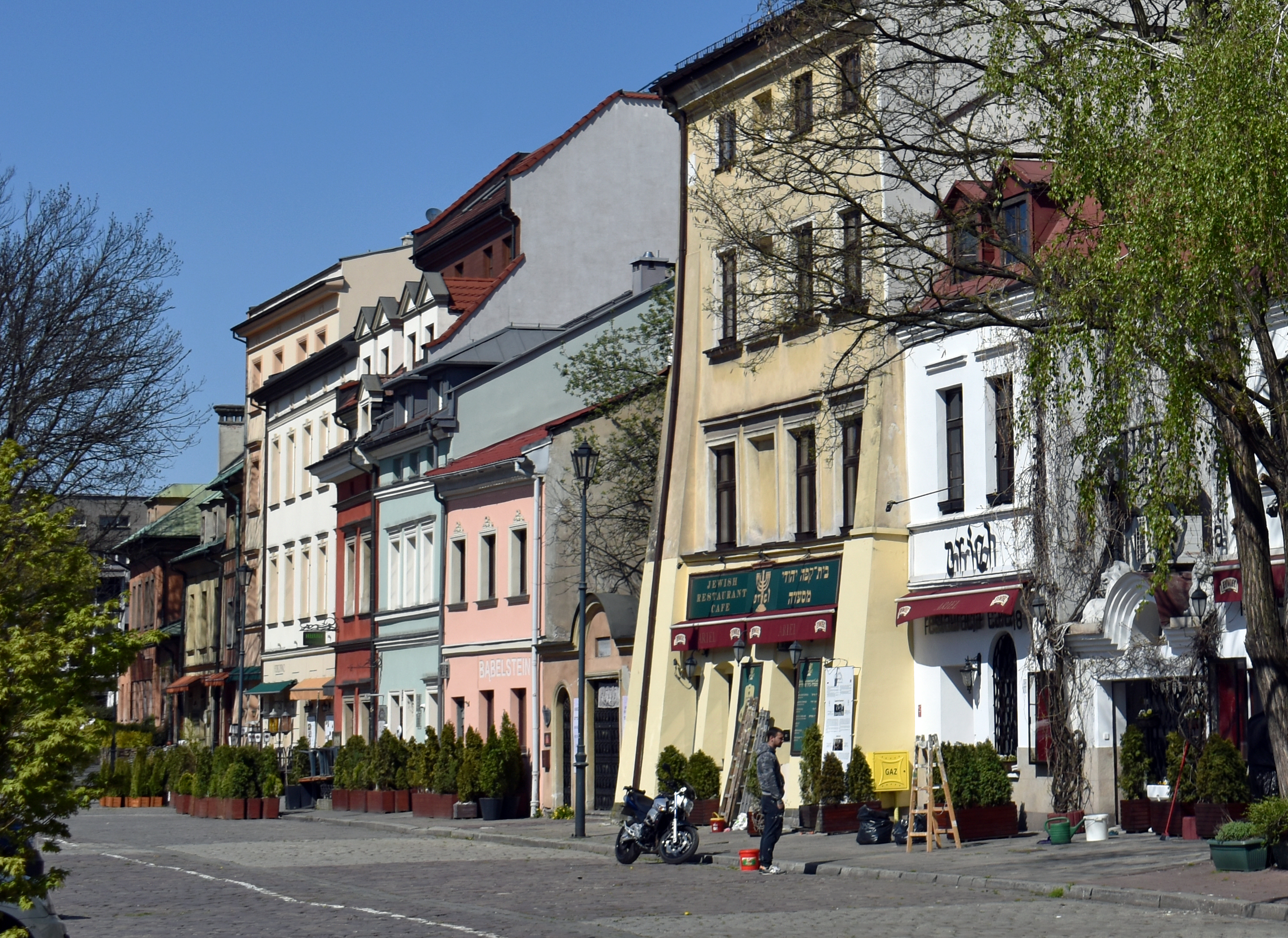
Kazimierz 2020
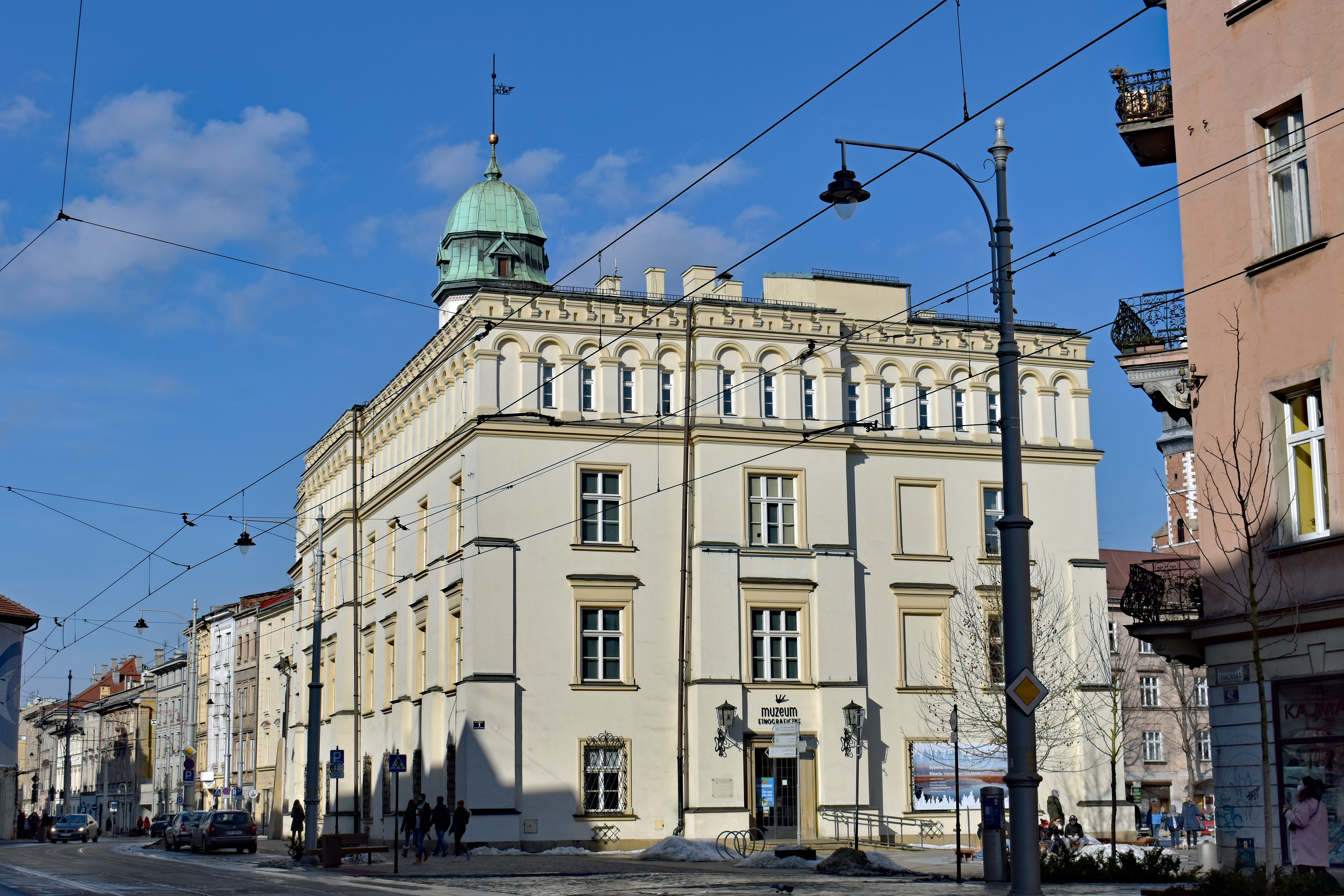
l'ancien hôtel de ville, vue de la rue Krakowska (2021)
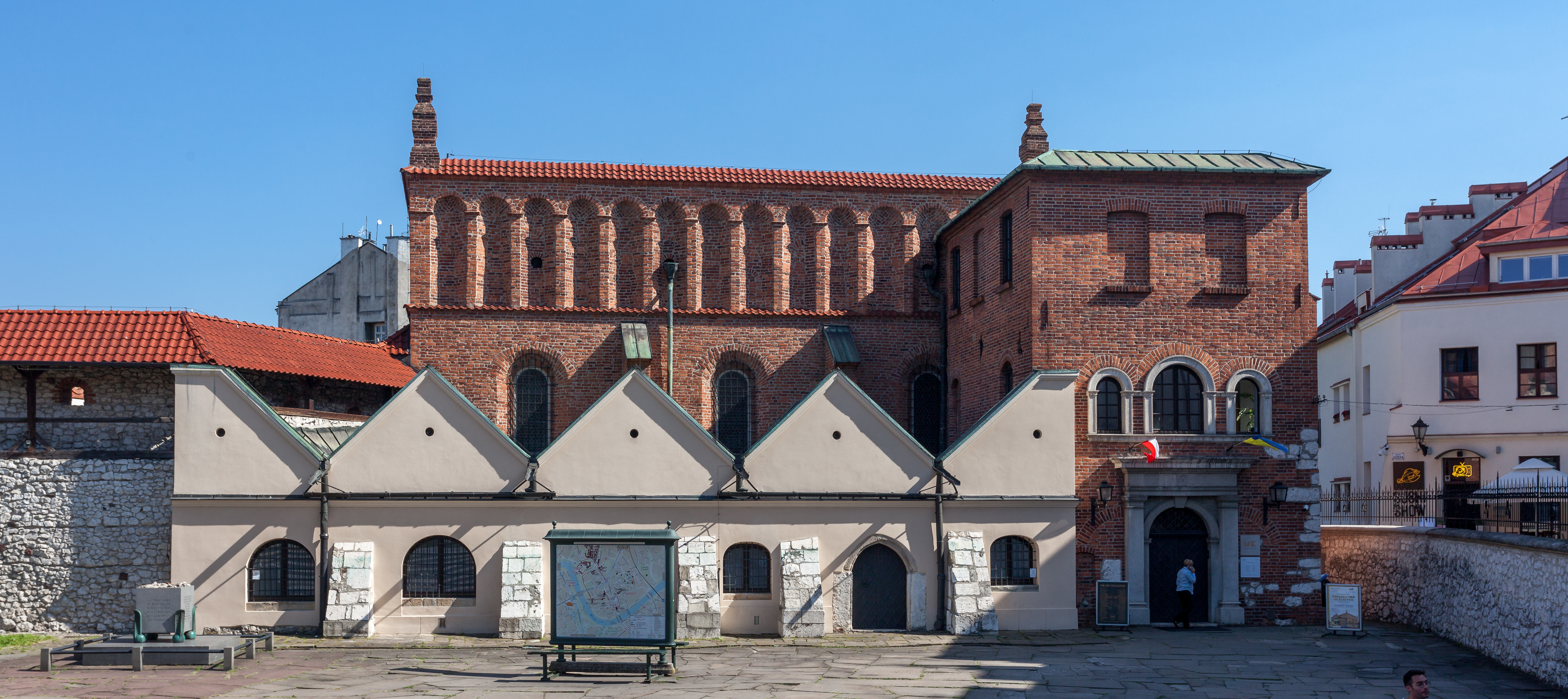
Ancienne synagogue
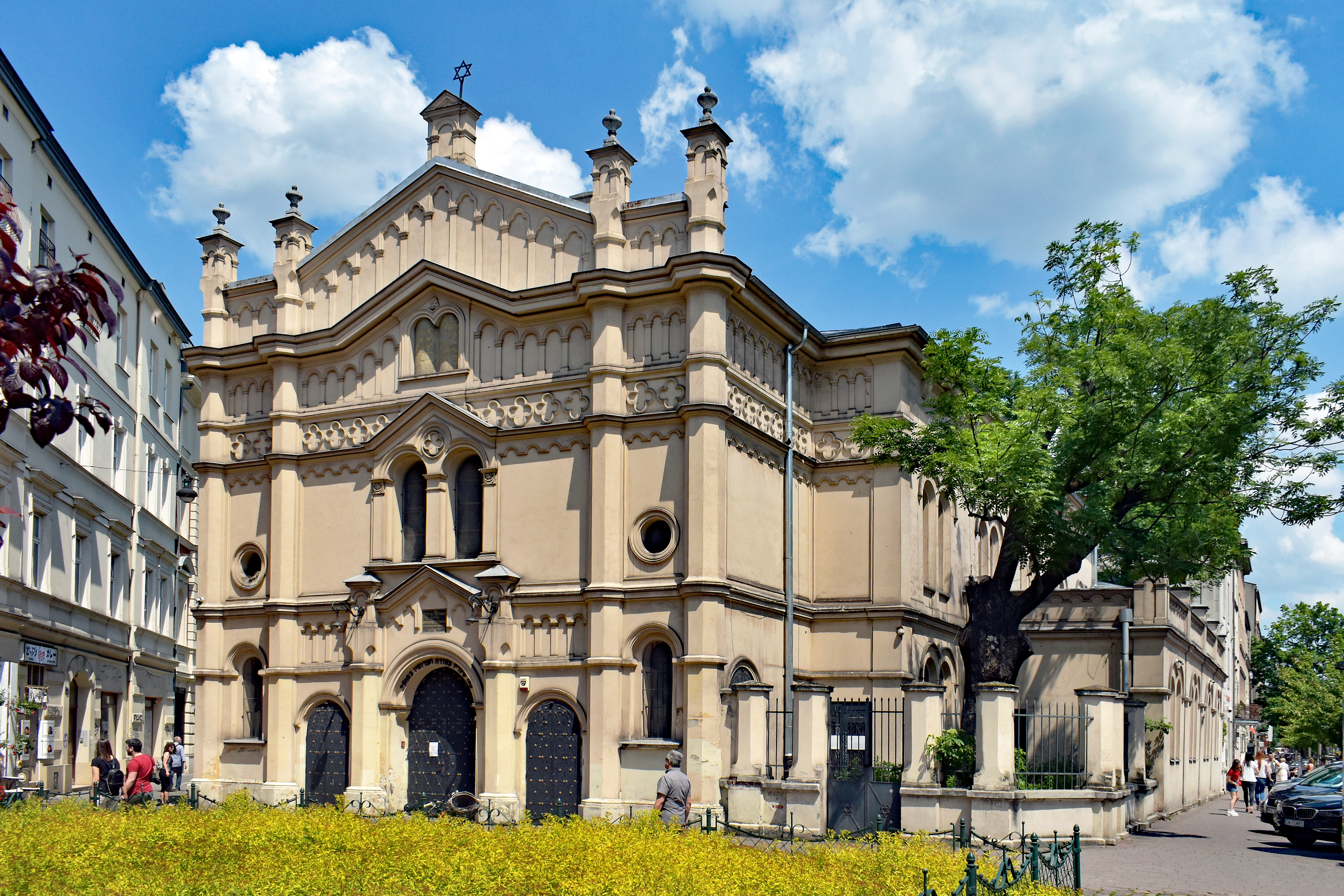
Synagogue Tempel
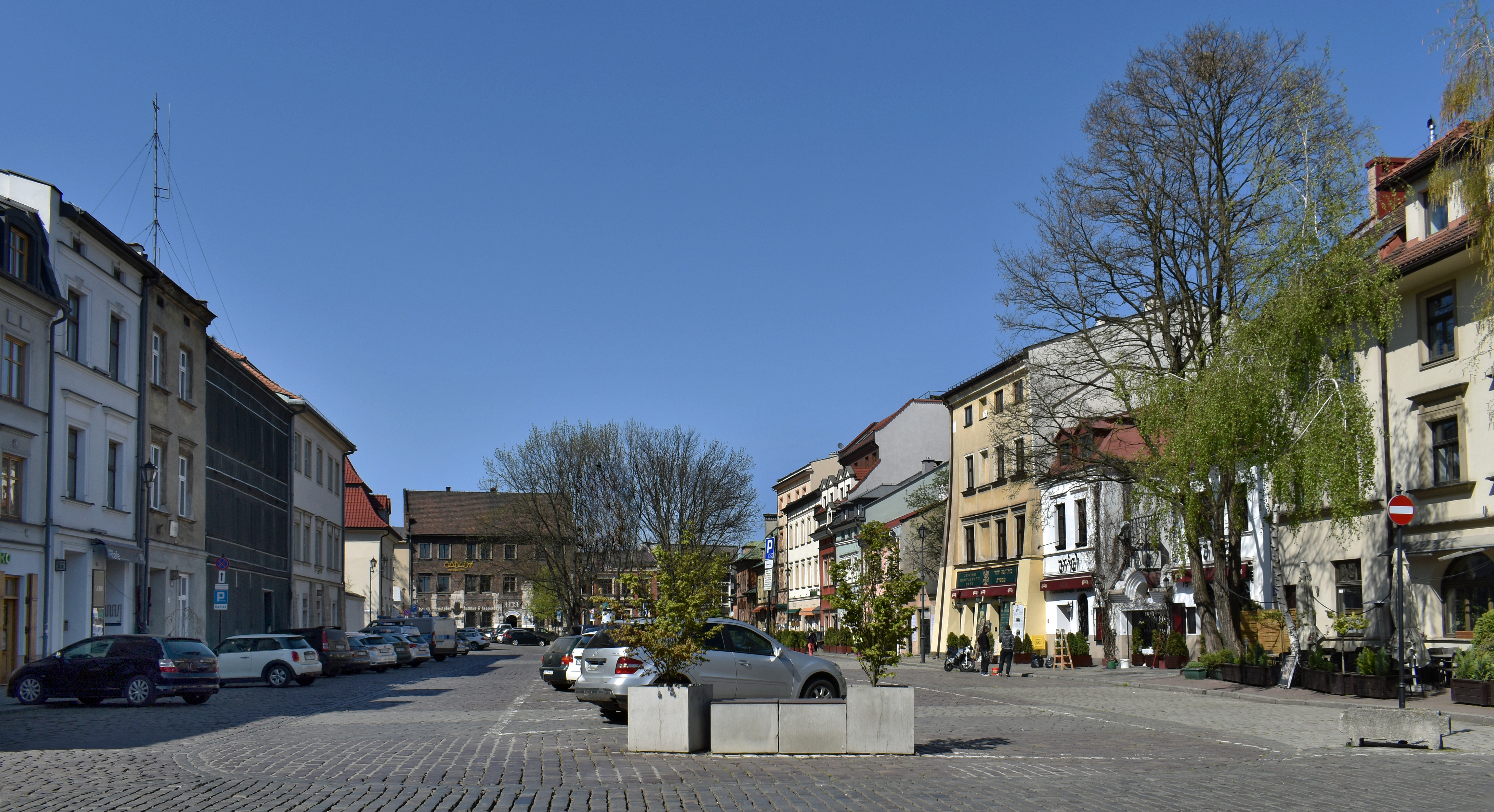
Rue Szeroka
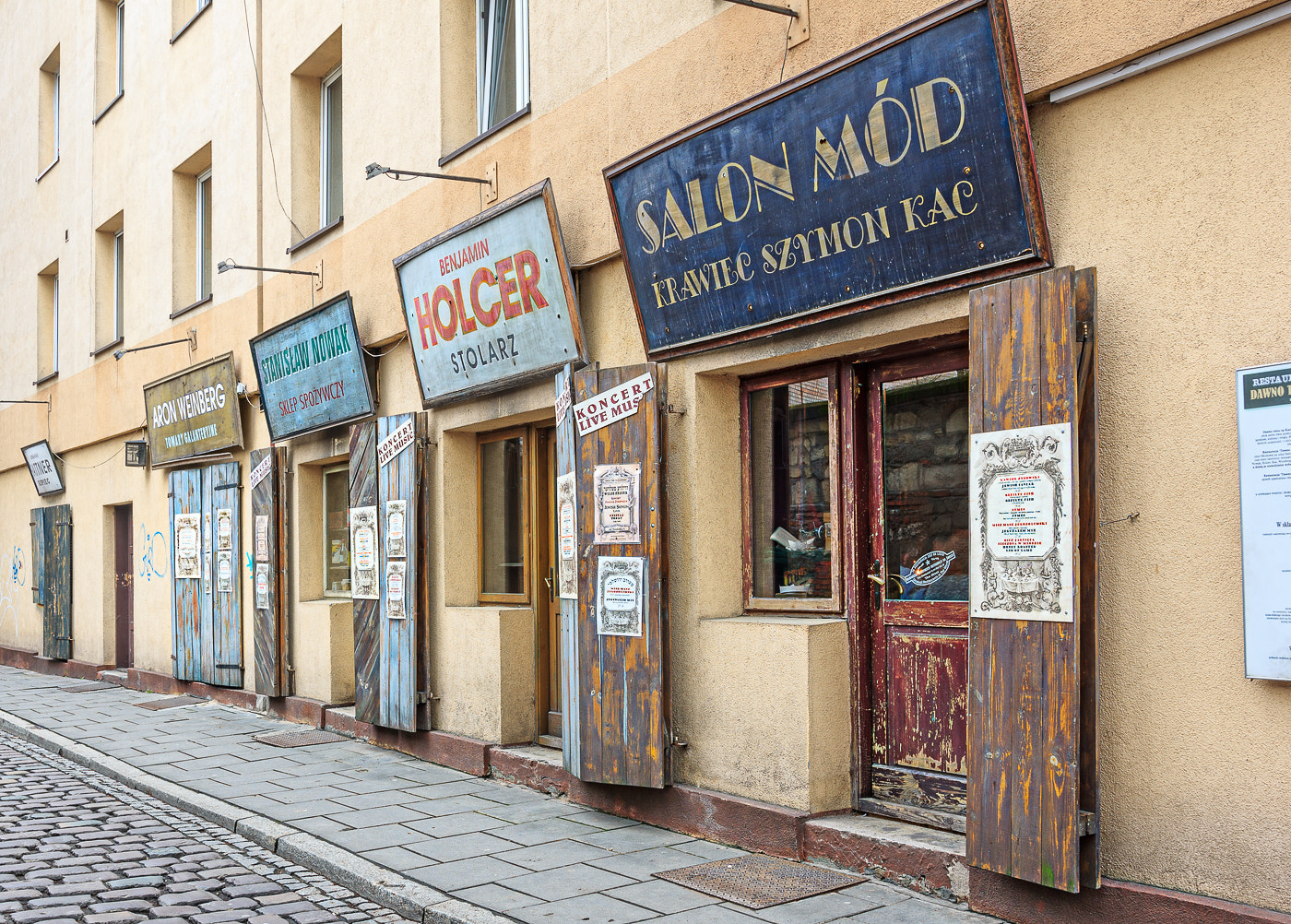
Rue Szeroka
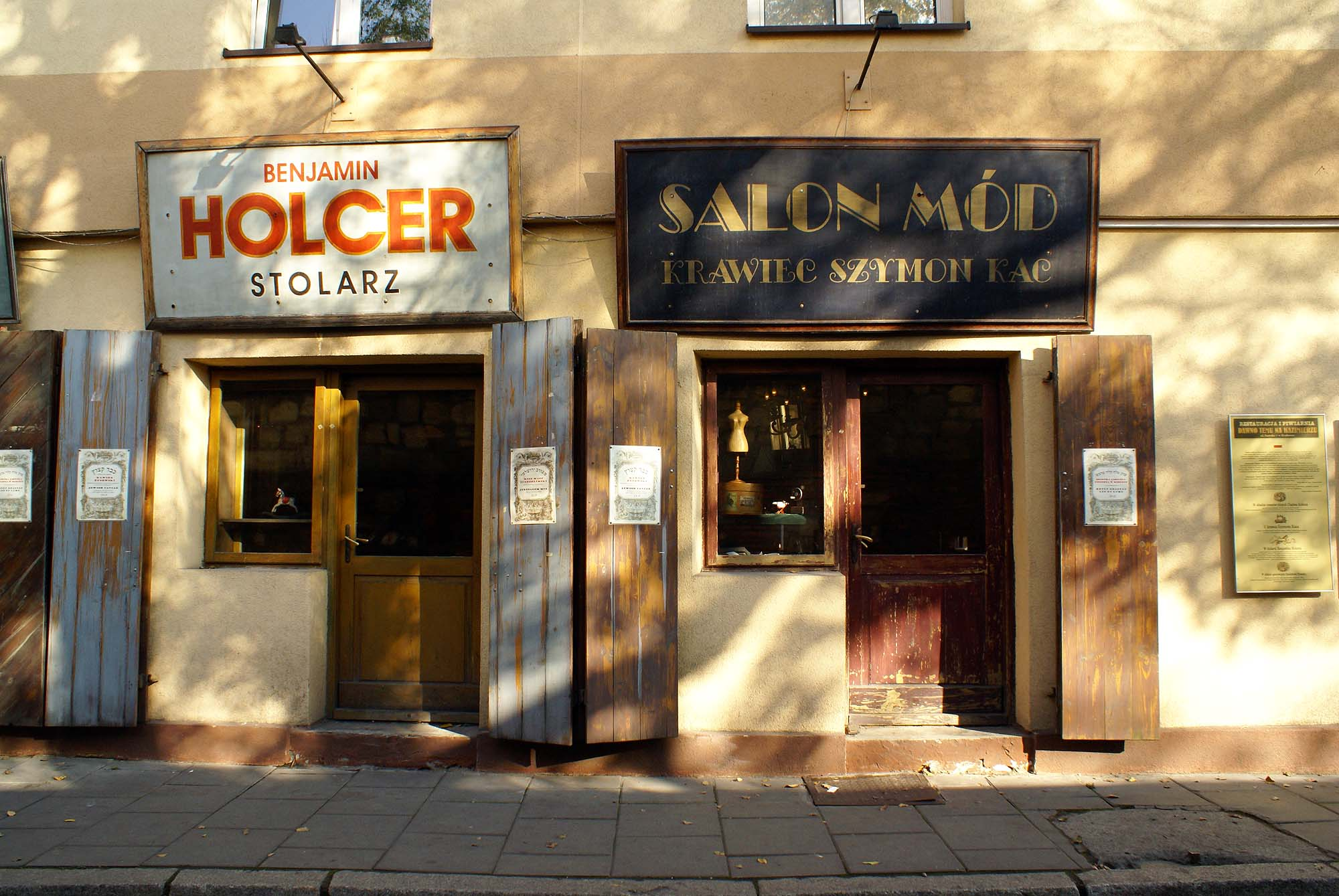
Rue Szeroka
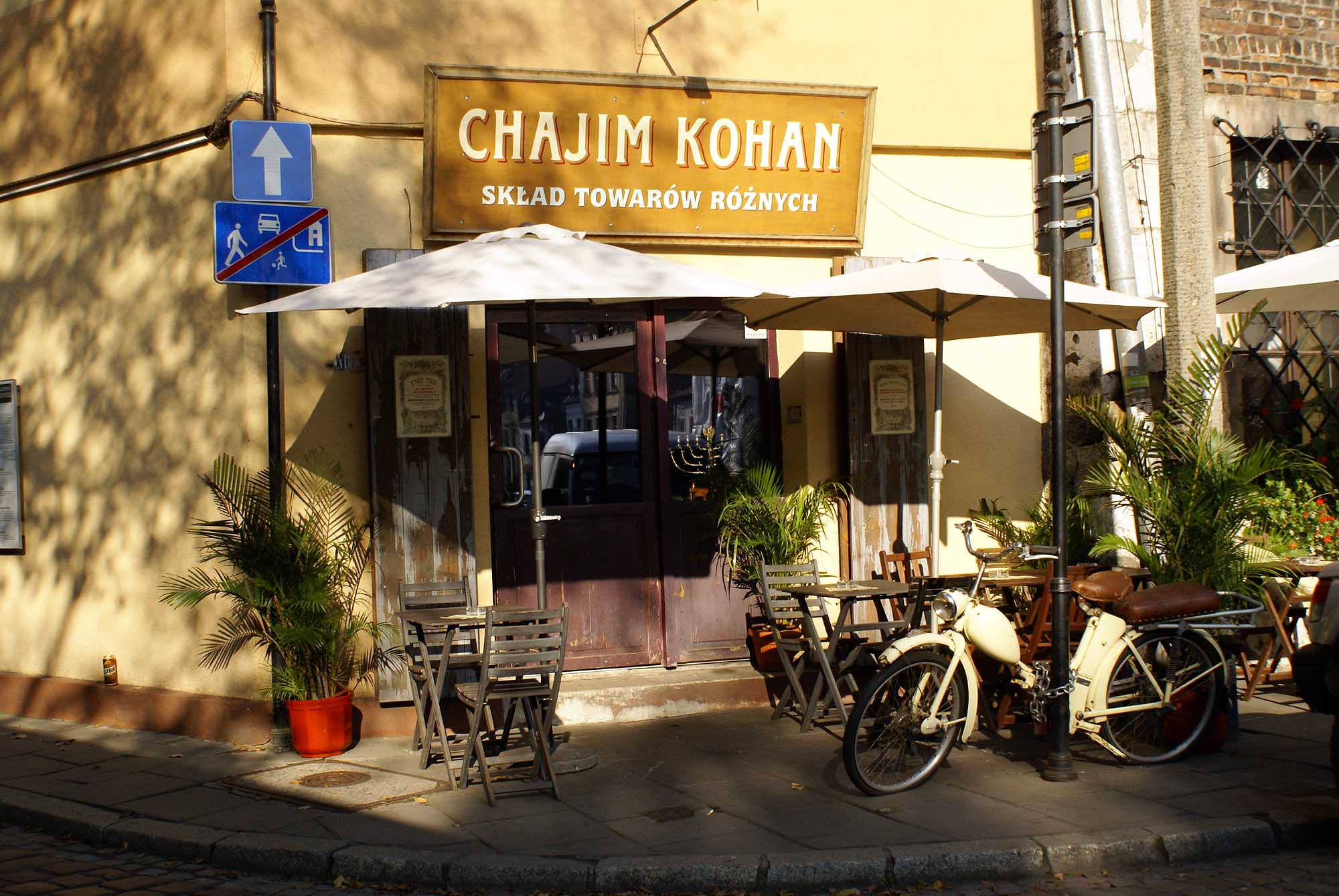
Rue Szeroka
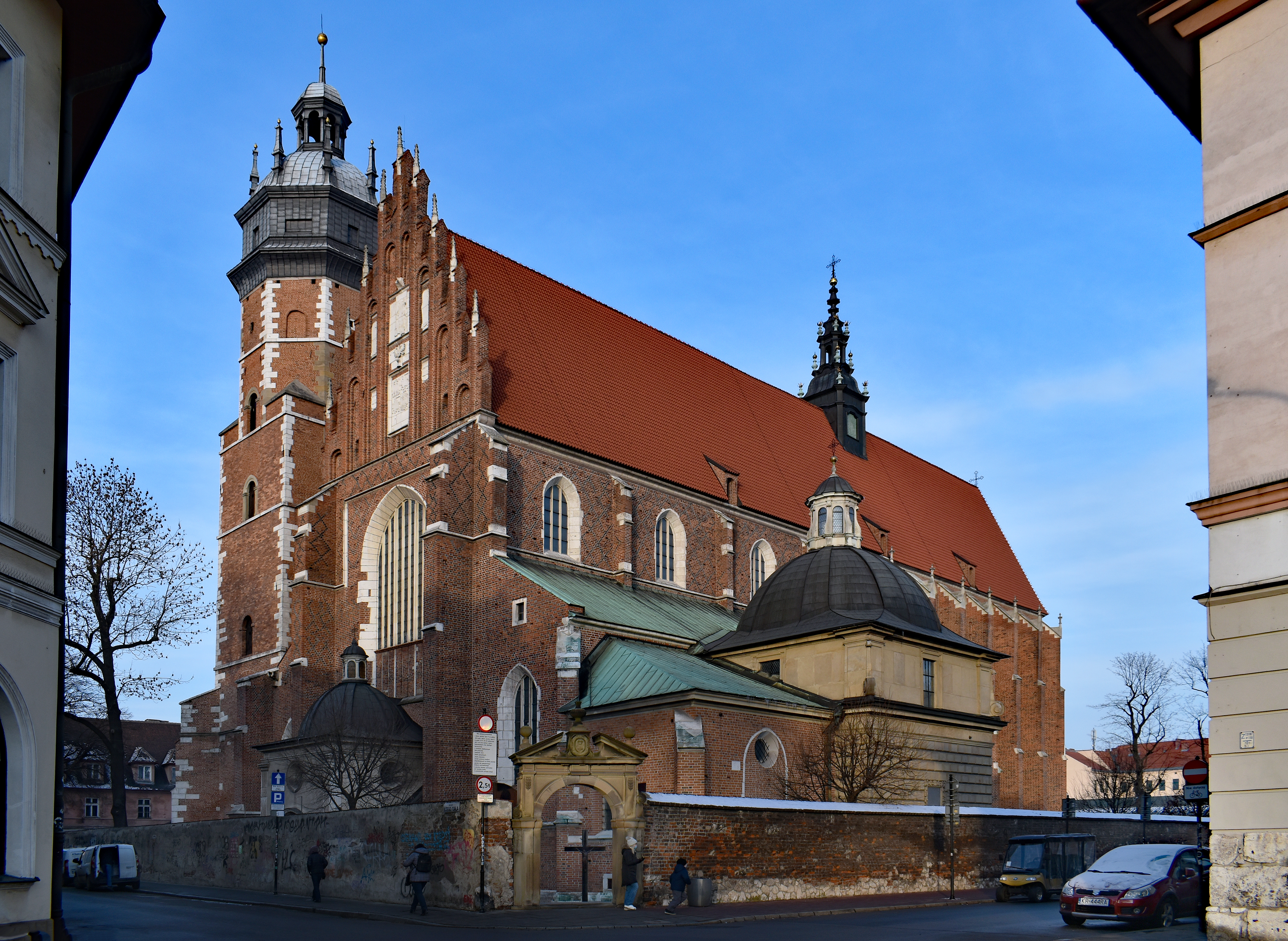
l'Église Corpus Christi
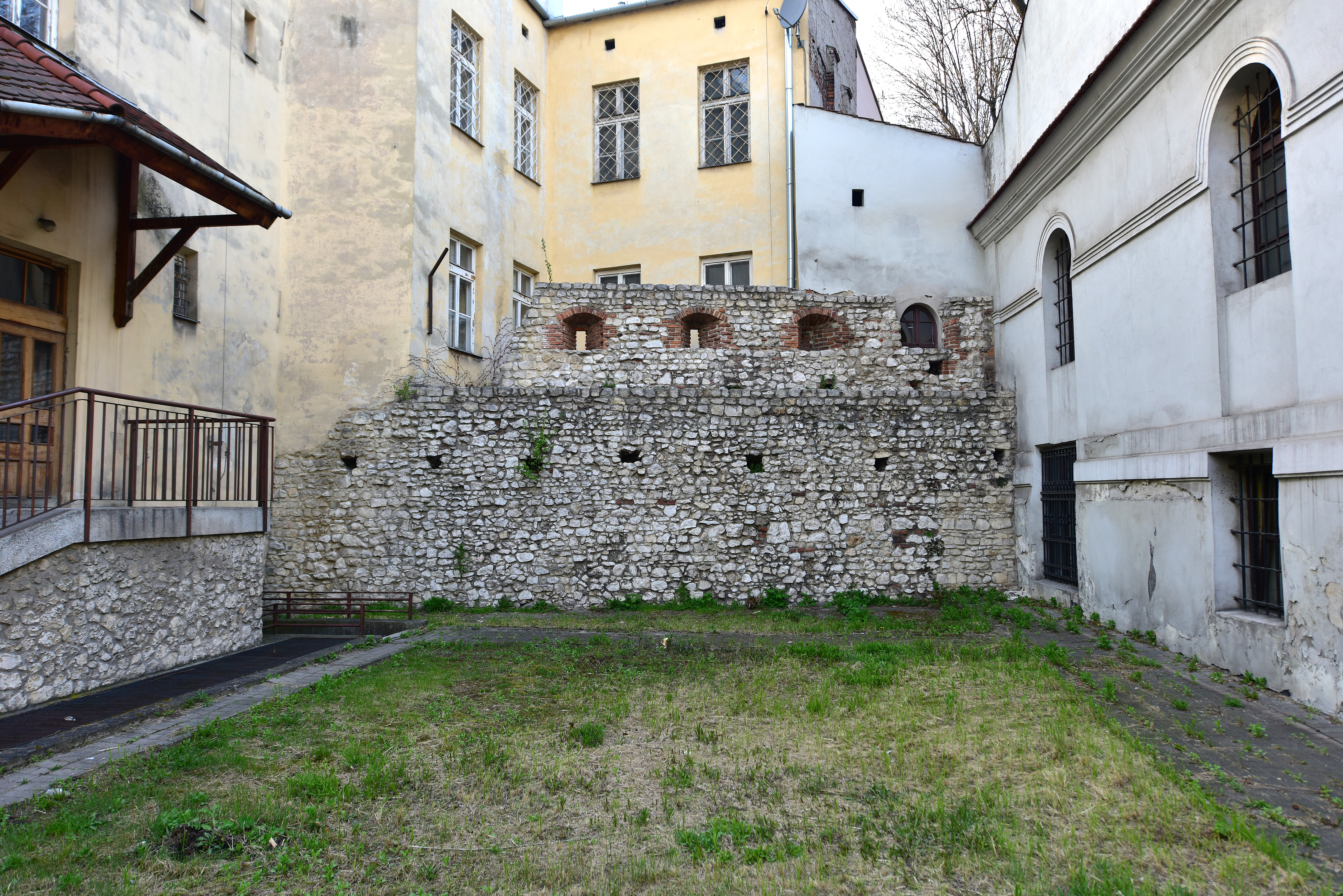
un fragment de l'enceinte médiévale de Kazimierz près de la synagogue Kupa
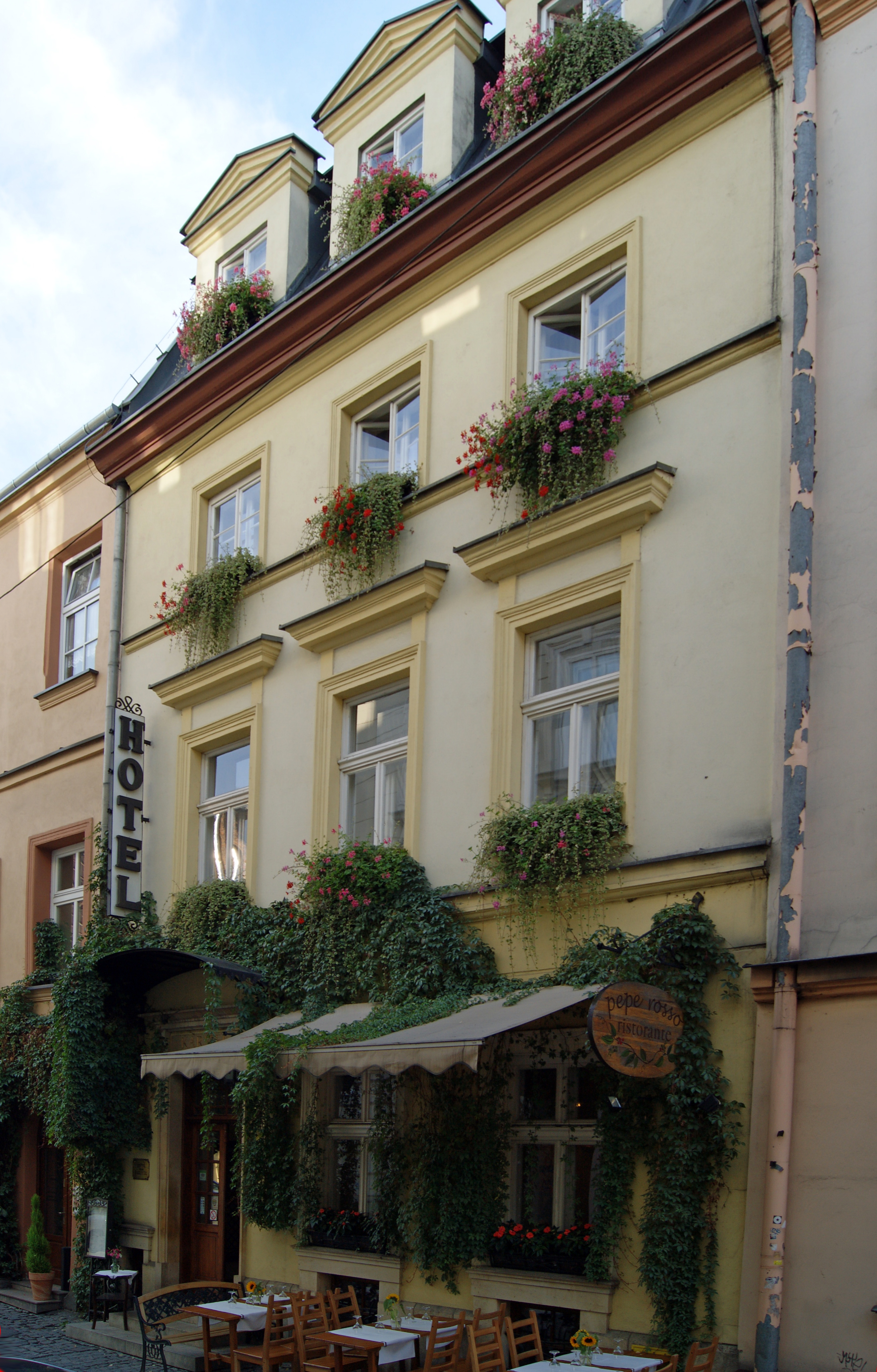
Rue Kupa 15